# 第三电影
第三电影（西班牙語：Tercer Cine）泛指第三世界電影工作者所製作的反帝國、反殖民、反種族歧視、反剝削壓迫等主題的電影。本詞是在1960年代後期由阿根廷製片人費南多·索拉納斯和奧克塔維奧·赫蒂諾在《邁向第三電影》中提出的。
他們把以好萊塢模式製作的電影稱為「第一電影」，它們透過劇中人物和逃避現實的群眾向被動的受眾宣揚資產階級價值觀。「第二電影」，即歐洲式的藝術電影，雖然反對好萊塢傳統，但強調導演的個人風格。第三電影反對電影是表達個人觀點的工具，而視導演為集體的一部分，以揭露真相和鼓動群眾行動為目的。他們也認為要避免傳統的表現主義手法：影片應該以隱蔽方式表達，而迫使觀眾以一種冒險心態觀看。

## 延伸閱讀
- Wayne, Mike Political Film:The Dialectics of Third Cinema. Pluto Press, 2001.
- Fernando Solanas and Octavio Getino, "Towards a Third Cinema" in: Movies and Methods. An Anthology, edited by Bill Nichols, Berkeley: University of California Press 1976, pp 44-64

## 外部連結
- 《邁向第三電影》線上閱讀